# Pat Conroy
Donald Patrick Conroy (Atlanta, 1945. október 26. – Beaufort, 2016. március 4.) amerikai író, aki számos elismert regényt és emlékiratot írt; The Water Is Wide, The Lords of Discipline, The Prince of Tides és The Great Santini című könyveiből filmet készítettek, utóbbi kettőt Oscar-díjra jelölték. A 20. század végi déli irodalom vezető alakjaként ismerik el.

## Fiatalkora
A Georgia állambeli Atlantában született, és ő volt a legidősebb hét gyermek közül (öt fiú és két lány), akik Donald Conroy tengerészgyalogos ezredestől (Chicago, Illinois) és az egykori Frances "Peggy" Peektől Alabamából származtak. Apja a tengerészgyalogság vadászpilótája volt, és Conroy fiatalkorában gyakran költözött, 15 éves korára 11 iskolába járt. Családja a dél-karolinai Beaufortban telepedett le, ahol befejezte a középiskolát. A középiskola utolsó évében Ann Head pártfogoltja volt, aki hatással volt jövőbeli írásaira. Alma materje a Citadel, a charlestoni Katonai Főiskola, ahol angol szakon végzett a Corps of Cadets részlegen.
Conroy azt mondta, hogy történeteit nagymértékben befolyásolta a "military brat" (hadikölykök) nevelése, és különösen a saját apjával, az amerikai tengerészgyalogság pilótájával kapcsolatos nehézségek, akik fizikailag és érzelmileg bántalmazták gyermekeit. Az ilyen zord környezetben felnövő fiatalság fájdalma nyilvánvaló Conroy önéletrajzi anyagokat használó regényeiben, különösen a Nagy Santini és a Hullámok hercege című könyvekben. Míg a floridai Orlandóban élt, Conroy ötödik osztályos kosárlabdacsapata legyőzött egy hatodikosokból álló csapatot, így a sport több mint egy tucat éven át a legfőbb levezető útja volt a felgyülemlett érzelmeknek. Conroy a családja gyakori, katonai vonatkozású megmozdulásait és a katonai kultúrába való belemerülését is említi, mint életének jelentős hatását (pozitív és negatív értelemben egyaránt).
Kiemelkedő sportolóként felvették a Citadel-be kosárlabdázni; 2002-es My Losing Season (Vesztes évszakom) című könyve a felső évfolyamon szerzett tapasztalataira összpontosított, és a The Lords of Discipline-hez hasonlóan kadét éveinek visszatekintéseként is szolgált.

## Írói karrier
A Citadel Kadéthadtestének végzettjeként az ott szerzett tapasztalatai alapján született meg két legismertebb műve, a The Lords of Discipline című regény és a My Losing Season című memoár. Utóbbi részletezi a felsőbb évét az iskola esélytelenebb kosárlabdacsapatában, amely 1967-ben négyszeres hosszabbításban nyerte meg a Southern Conference kosárlabda történetének leghosszabb meccsét a rivális Virginia Military Institute (Lexington, Virginia) ellen.
Első könyve, a The Boo anekdoták gyűjteménye a kadét életéről, amelynek középpontjában Thomas Nugent Courvousie alezredes áll, aki 1961 és 1968 között a kadétok helyettes parancsnoka volt a The Citadel-en. Courvoisie volt az ihletője Thomas Berrineau ezredes, más néven "A medve" kitalált karakterének a The Lords of Discipline (A fegyelem urai) című regényben. Conroy 1968-ban kezdte el a könyvet, miután megtudta, hogy Courvoisie alezredest eltávolították segédparancsnoki beosztásából, és a raktárban kapott munkát; a könyv önköltséges kiadásához egy bankból vett fel kölcsönt.
A The Citadel elvégzése után Conroy angolt tanított a dél-karolinai Beaufortban; ott találkozott vele és feleségül vette Barbara Jones-t, a vietnámi háború fiatal özvegyét, aki második gyermekével volt terhes. Ezután elvállalt egy állást, ahol gyerekeket tanít egy egyszobás iskolaházban a távoli Daufuskie-szigeten, Dél-Karolinában.
Conroyt a szigeten töltött első évének végén kirúgták rendhagyó tanítási gyakorlatai miatt, beleértve a diákok testi fenyítésének elutasítását, valamint az iskola adminisztrációja iránti tisztelet hiánya miatt. Később tanári tapasztalatai alapján írta meg a The Water Is Wide-t. A könyv elnyerte a humanitárius díjat a National Education Association-tól és Anisfield-Wolf Book Award-ot. 1974-ben játékfilm is készült belőle, a Conrack Jon Voight főszereplésével. A Hallmark 2006-ban készítette el a könyv televíziós változatát.
1976-ban Conroy kiadta a The Great Santini című regényét. A regény főszereplője "Bull" Meecham ezredes, a tengerészgyalogos pilóta, aki uralja és terrorizálja családját. Bull Meecham pszichológiailag is bántalmazza tizenéves fiát, Bent. A karakter Conroy apjára, Donaldra épül. (A My Losing Season szerint Donald Conroy még a Santiniben ábrázolt karakternél is rosszabb volt.)
A The Great Santini súrlódásokat okozott a Conroy családban, akik úgy érezték, hogy családi titkokat árult el azzal, hogy apjáról írt. Conroy szerint édesanyja családjának tagjai a könyvei dedikálásain piszkáltak, röpiratokat osztogatva arra kérve az embereket, hogy ne vegyék meg a regényt. A súrlódások hozzájárultak első házassága kudarcához. A könyv azonban végül hozzájárult Conroy és apja kapcsolatának helyreállításához is, és nagyon közel kerültek egymáshoz. Apja, aki be akarta bizonyítani, hogy nem olyan, mint a könyv szereplője, drasztikusan megváltoztatta a viselkedését.
Conroy szerint apja gyakran írta alá fia regényeinek másolatait: "Remélem, tetszeni fog fiam legújabb szépirodalmi műve." Ötször-hatszor aláhúzta a „fikció” szót. "Az én fiamnak nagyon élénk a fantáziája. Az öreg, szeretetre méltó, szimpatikus Don Conroy ezredes, USMC (nyugállományú), a Nagy Santini." A regényből 1979-ben készült azonos című film, Robert Duvall főszereplésével.
A The Lords of Discipline 1980-as kiadása sok, a The Citadel-ben végzett diáktársát feldühítette, akik úgy érezték, hogy az egyetemi életet rendkívül előnytelenül ábrázolja. A regényt egy 1983-as, azonos című film forgatókönyvéhez adaptálták, David Keith Will McLean szerepében, Robert Prosky pedig mint "Bear" Berrineau ezredes. A szakítás csak 2000-ben szűnt meg, amikor Conroy tiszteletbeli diplomát kapott, és felkérték, hogy a következő évben tartsa meg a diplomaosztó beszédet.
1986-ban Conroy kiadta a The Prince of Tides-t Tom Wingóról, egy munkanélküli dél-karolinai tanárról, aki New Yorkba megy, hogy segítsen nővérének, Savannah-nak, az öngyilkosságot megkísérelt költőnek feldolgozni a múltjukat. A regényből 1991-ben ismét egy azonos című filmet készítettek. A Barbra Streisand rendezésében készült filmet hét Oscar-díjra jelölték, köztük a "Legjobb film"-re.
1995-ben Conroy kiadta a Beach Music című regényt egy Rómában élő amerikai emigránsról, aki édesanyja halálos betegségének hírére visszatér Dél-Karolinába. A történetből kiderül, hogy megpróbál szembenézni személyes démonaival, beleértve felesége öngyilkosságát, az ezt követő, a lányukért folytatott felügyeleti joggal kapcsolatos csatát az apósával, valamint egy filmes barátjának kísérletét arra, hogy felélessze a vietnami háború idején megromlott régi barátságokat.
2002-ben Pat Conroy kiadta a My Losing Season-t, ahol végigvezeti az olvasót az utolsó évén, amikor kosárlabdázott a Citadel Bulldogs játékosaként és kapitányaként. A 2004-ben megjelent The Pat Conroy Cookbook kedvenc receptek gyűjteménye, az életéről szóló történetekkel kísérve, köztük számos dél-karolinai felnőttkori történettel. 2009-ben Conroy kiadta a South of Broad című művét, amely ismét a Leo King újságíró bátyjának öngyilkosságát követő charlestoni hátteret használja, és egy változatos baráti társaság 1969 és 1989 közötti elbeszéléseit váltja fel.
2013 májusában Conroyt a University of South Carolina Press újonnan létrehozott szépirodalmi részlege, a Story River Books főszerkesztőjének nevezték ki. 2013 októberében, négy évvel az első nyilvánosságra hozatal után, Conroy kiadott egy visszaemlékezést The Death of Santini címmel, amely beszámol az apjával ápolt bizonytalan kapcsolatáról apja 1998-as haláláig.
Conroyt 2009. március 18-án iktatták be a dél-karolinai Hírességek Csarnokába.

## Military brat kulturális identitás és tudatosság mozgalom
Conroy fő támogatója volt Mary Edwards Wertsch újságíró kutatási és írási erőfeszítéseinek, amikor azonosította az amerikai katonai kölykök rejtett szubkultúráját, a hivatásos katonacsaládok gyermekeit, akik állandóan költözködve nőnek fel, mélyen belemerülve a katonaságba, és akiket gyakran személyesen is érint a háború.

### Conroy esszéje a katonai gyermekkorról
1991-ben Wertsch Katonai kölykök: A gyermekkor öröksége az erődben című könyvével elindította a katonai kölykök kulturális identitásának mozgalmát. A könyvének kutatása során Wertsch több mint 80 katonai háztartásból származó utóddal készített interjúk alapján azonosította a közös témákat, beleértve a különleges kihívásokat, az erősségeket és az amerikai "katonai kölykök" által megtapasztalt egyedi szubkultúrát is. Bár ezt a könyvet nem tudományos tanulmánynak szánta, a későbbi kutatások számos megállapítását igazolták.
Conroy egy ma már széles körben terjesztett tízoldalas esszét írt Wertsch könyvéhez az amerikai katonai gyermekkorról, beleértve saját gyermekkorát is, amelyet a könyv bevezetőjeként használtak. A következőket tartalmazta:
A könyve olyan nyelven beszél, amely világos, csípős és azonnal felismerhető számomra [kölyökként], mégis olyan nyelven, amelyről nem is tudtam, hogy beszélem. Az amerikai katonakölyköket új, bennszülött szubkultúraként különíti el, saját szokásokkal, rítusokkal, kommunikációs formákkal és népszokásokkal.... Ezzel a könyvvel Mary [Wertsch] meglepett engem, és bemutatott egy titkos családot, amelyről nem is tudtam, hogy létezik. 

### Conroy szerepe aBrats: Our Journey Homecímű filmben
Conroy engedélyezte munkájának felhasználását a Donna Musil által rendezett, díjnyertes Brats: Our Journey Home című dokumentumfilmben is, amely arra törekszik, hogy a katonai kölykök rejtett szubkultúráját ismertesse, valamint segítse a katonai kölykök öntudatát és támogatását.
A dokumentumfilm egy Conroy-idézettel zárul, amely a katonai kölyök szubkultúra láthatatlanságáról szól a szélesebb amerikai társadalom számára. Conroy ezt írta: "Egész gyermekkorunkat a hazánk szolgálatában töltöttük, és senki sem tudta, hogy ott voltunk."

## Magánélete
Conroy háromszor volt házas. Első házasságát Barbara (született Bolling) Jones-szal kötötte 1969. október 10-én, miközben a Daufuskie-szigeten tanított. Jones, aki Conroy szomszédja volt a dél-karolinai Beaufortban, megözvegyült, amikor első férjét, Joseph Wester Jones III-at, a Vietnámban állomásozó vadászpilótát lelőtték és megölték. Jonesnak már volt egy lánya, Jessica, és férje halálakor terhes volt második gyermekükkel, Melissával. Mindkét lányt örökbe fogadta, miután feleségül vette az anyjukat, majd született egy saját lányuk, Megan. 1977-ben elváltak.
Conroy ezután 1981-ben feleségül vette Lenore (született Gurewitz) Fleischert. Két gyermekének, Gregorynak és Emilynek lett a mostohaapja, és a párnak egy lánya is született, akinek 2010-es My Reading Life című könyvét dedikálta: "Ezt a könyvet elveszett lányomnak, Susannah Ansley Conroy-nak ajánlom. Tudd meg ezt: Szívemből szeretlek, és mindig is szeretni foglak. Visszatérésed az életembe az egyik legboldogabb pillanat lenne, amit el tudnék képzelni." Conroy és Fleischer 1995. október 26-án, Conroy 50. születésnapján elváltak. Conroy 1998 májusában feleségül vette harmadik feleségét, Cassandra King írónőt.
Conroy barátja, Doug Marlette politikai karikaturista 2007 júliusában autóbalesetben halt meg. Conroy és Joe Klein dicséretet mondott Marlette-nek a temetésen. Összesen 10 dicsérő volt, és Conroy Marlette-et a legjobb barátjának nevezte és ezt mondta: "Isten volt az első, aki sírt, amikor meghallotta Doug halálát."
Conroy haláláig Beaufortban élt feleségével, Cassandrával. 2007-ben megjegyezte, hogy ő sokkal boldogabb író nála: "Hallom majd, ahogy felkacag egy általa írt vicces soron. Én még soha nem kacagtam nevetve egyetlen olyan soron sem, amit én írtam. Egyik sem okozott nekem örömet. Ő örömmel és vidáman ír, én pedig komoran és sötéten ülök."
Felnőttként Conroy depresszióban szenvedett, többször összeomlott, és öngyilkosságot fontolgatott. Az 1970-es évek közepén öngyilkosságot kísérelt meg a The Great Santini írása közben.

## Halála
2016. február 15-én Conroy a Facebook-oldalán kijelentette, hogy hasnyálmirigyrák miatt kezelik. 2016. március 4-én, 70 évesen halt meg. Temetését 2016. március 8-án tartották a dél-karolinai Beaufortban, a St. Peter's Catholic Churchben.
Pat Conroy a St. Helena Memorial Gardens temetőben van eltemetve (Ernest Drive, Saint Helena Island 29920), a Penn Center közelében. A Penn Center nemzeti történelmi nevezetesség, amely oktatási lehetőségeket biztosított a polgárháború után felszabadított gullah rabszolgák számára, és továbbra is afro-amerikai kulturális és oktatási központként működik.

## Öröksége
A dél-karolinai Beaufortban található Pat Conroy Irodalmi Központot 2016. március 19-én nonprofit 501(c)(3) szervezetként jegyezték be. A Conroy-emléktárgyak gyűjteményének otthont adó központ célja, hogy „tovább vigye örökségét. a csodálatos tengerparti tájon, ahol történetmesélése elkezdődött, és azon túl is, támogatva egy élénk irodalmi közösséget, amely tükrözi Pat Conroy halhatatlan örömét az emberi hang erejében.” 2017-ben a Pat Conroy Irodalmi Központot az Amerikai Könyvtári Szövetség irodalmi műemlékké nyilvánította. Ugyanebben az évben ez lett az első helyszín Dél-Karolinában, amelyet az American Writers Museum leányvállalatává választottak.
George R. R. Martin író méltatta Conroy írásait, „hosszú-hosszú ideje egyik kedvenc élő regényírójának” nevezve őt, és a The Prince of Tides-t „a huszadik század egyik legnagyobb regényének” és egyik kedvenc könyvének nevezve.
A Pat Conroy Irodalmi Központ számos oktatási tevékenységnek és kulturális eseménynek ad otthont, beleértve az éves irodalmi fesztivált.
A Citadel 2018-ban bejelentette a Pat Conroy Writer's Residency Fellowship ösztöndíját, amelyet minden évszakban egy Bulldogs kosárlabdázó kaphat.

## Művei
- 1970: The Boo
- 1972: The Water Is Wide
- 1976: The Great Santini
- 1980: The Lords of Discipline
- 1986: The Prince of Tides
- 1989: Unconquered (Teleplay)
- 1992: Essay on the Hidden Subculture of Military Brats (Introduction to book, "Military Brats: Legacies of Growing Up Inside the Fortress")
- 1995: Beach Music
- 2002: My Losing Season
- 2003: Unrooted Childhoods: Memoirs of Growing Up Global (közreműködő szerző)
- 2004: The Pat Conroy Cookbook: Recipes of My Life
- 2009: South of Broad
- 2010: My Reading Life
- 2013: The Death of Santini
- 2016: A Lowcountry Heart: Reflections on a Writing Life[54]

### Magyarul
- Hullámok hercege. Történet lidérces emlékekről és az igazságról, mely szabaddá tesz (The Prince of Tides) – JLX, Budapest–Los Angeles, 1992 · Fordította: Süle Gábor, Vadász Gyula
- A tenger zenéje (Beach Music) – Magyar Könyvklub, Budapest, 2000 · ISBN 9635470991 · Fordította: Wertheimer Gábor, Péterné Oravecz Elvira
- Az utolsó tánc (A tenger zenéje 2.) – Magyar Könyvklub, Budapest, 2000 · ISBN 9635470991 · Fordította: Wertheimer Gábor, Péterné Oravecz Elvira
- A nagy Santini (The Great Santini) – JLX, Budapest, 2001 · ISBN 9633051495 · Fordította: Ságh Beáta

## Filmek
- Conrack
- A nagy Santini
- A fegyelem urai
- Unconquered
- Hullámok hercege
- A part túl messze van

## Díjai
- 1973 Anisfield-Wolf Book Award
- 1974 National Education Association Humanitarian Award
- 1978 Georgia Governor's Award for the Arts & Humanities
- 1981 Southern Regional Council Lillian Smith Book Award
- 1988 South Carolina Academy of Authors Inductee
- 1991 Writers Guild of America Award Nominee, Adapted Screenplay
- 1992 Academy Award Nominee, Adapted Screenplay
- 1992 USC Scripter Award|University of Southern California Scripter Award Nominee
- 1993 American Academy of Achievement Golden Plate Award[55][56]
- 1995 Thomas Cooper Medal for Distinction in the Arts & Sciences
- 1996 Georgia Commission on the Holocaust Humanitarian Award
- 1997 Omicron Delta Kappa honoris causa inductee at Auburn University at Montgomery
- 1997 University of South Carolina Honorary Doctorate
- 1999 Georgia Center for the Book Stanley W. Lindberg Award
- 2000 The Citadel Honorary Doctor of Letters
- 2001 James Beard Foundation Award for Journalism, Magazine Feature Writing with Recipes
- 2002 South Carolina Order of the Palmetto
- 2003 Thomas Wolfe Prize, University of North Carolina at Chapel Hill Department of English
- 2003 Southern Independent Booksellers Alliance (SIBA) Book of the Year Award
- 2004 Georgia Writers Hall of Fame Inductee
- 2005 F. Scott Fitzgerald Award
- 2006 Southeastern Library Association Outstanding Southeastern Author Award
- 2010 South Carolina Hall of Fame Inductee
- 2010 Elizabeth O’Neill Verner Governor's Lifetime Achievement Award for the Arts
- 2014 Beaufort Regional Chamber of Commerce Palmetto Achievement Award

## Fordítás
- Ez a szócikk részben vagy egészben  a   Pat Conroy című angol Wikipédia-szócikk fordításán alapul.  Az eredeti cikk szerkesztőit annak laptörténete sorolja fel. Ez a jelzés csupán a megfogalmazás eredetét és a szerzői jogokat jelzi, nem szolgál a cikkben szereplő információk forrásmegjelöléseként.